# 上新河镇
上新河镇是江苏省南京市的古镇之一，位于南京水西门外五公里处，曾是以木业而闻名的沿江重镇。

## 历史

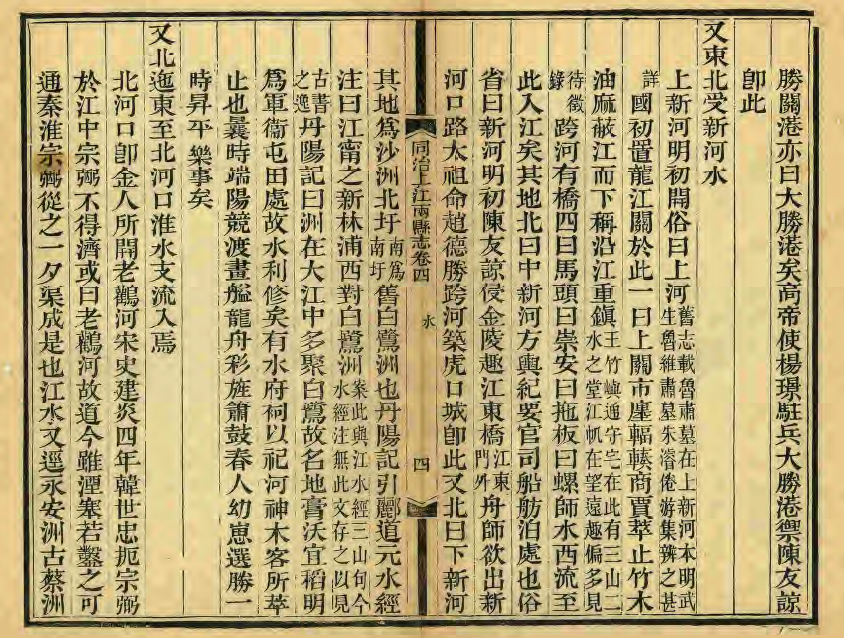
同治上江兩縣誌中对上新河的记载

明朝初年，定都南京。营建南京城需要大量木材，这些木材大多通过长江水路运抵南京。由于长江夹江口一带受江心洲影响，江面较为平静，故运送木材的木排大多停舶于夹江口沿岸。这一带也因此有“皇木场”之称。为将囤积于此的木材通过木排运入南京城，明洪武年间，依次开凿了三条由长江通往秦淮河的水道，分别被称为“上新河”、“中新河”和“下新河”。其中“上新河”又被称为“上河”。上新河的开辟使得其沿岸地区迅速形成了一个繁荣的木材集散市场，最终形成上新河镇。冯梦龙《警世通言》“乔彦杰一妾破家”所叙述的故事即以上新河为背景，这足以反映明代上新河镇的繁华程度。
宣德四年，上新河关设立。该关根据载货量多少及路程远近对来往上新河的船只征税。尔后由于实际操作不方便，改为依船舶尺寸（船头宽度）征税。该关亦是明朝设立的第一个“钞关”，即只能用大明宝钞交税。
清朝初期，龙江关设立于此，亦称上关，作为南京通向全国水路的起点。此时上新河镇的木材市场达到鼎盛，有“四时常足”之称。《同治上江两县志》以“市廛辐辏，商贾萃止，竹水油麻，蔽江而下，称沿江重镇。”描述当时商贾交易的热闹场面。清朝中期，受太平天国运动影响，上新河地区遭受严重的破坏。清军攻克南京后，曾国藩令镇江、常州等地的木商到上新河开设行号，并令扬州仙女庙的木市搬迁至上新河，上新河的木市得以迅速恢复。
光绪末至民国初，由于公路、铁路以及大型轮船货运的发展，上新河逐渐没落。1927年，南京国民政府成立，因建设需要，上新河的木业一度盛极一时，但1931年的自然灾害又使其遭受了重挫。20世纪30年代，上新河镇、北圩镇等乡镇划归上新河区，区公所驻上新河镇。1937年，中日战争爆发。是年12月，日军攻占南京后展开南京大屠殺，上新河地区为屠杀执行的主要地点之一。
中华人民共和国成立后，上新河镇和上新河区均被撤销并入建邺区。21世纪，因建设河西新城，上新河地区的建筑被大批拆除改建为现代建筑。

## 商帮
上新河木业的发展推动了商帮的形成。在清朝道光年间，上新河的商帮以婺源（徽州）帮，临清帮和山西帮为主，其中又以婺源帮实力最强。甘熙在《白下琐言》中写到“徽州灯，皆上新河木客所为。岁四月初旬，出都天会三日，必出此灯，旗帜伞盖，人物花卉鳞毛之属，剪灯为之，五色十光，备极奇丽。合城士庶往观，车马填街，灯火达旦，升平景象，不数笪桥。”即是对上新河徽州木商“都天会”时排场的描绘。
太平天国之后，临清、湖北、南昌、赣州、龙南、信丰、湖南、大冶各帮成为主要商帮，并成立木业公所，作为集会议事及调解纠纷的场所。各商帮亦纷纷设立会馆，由董事负责内外事务。国民革命后，上新河的主要商帮又演化为为临清、湖北、南昌、赣州、龙南、益阳、宝庆、常德、祁阳、常衡、源州、辰州、永州等帮，帮、行之间组建公会，以一致处理对外事宜。

## 遗迹

### 王汉洲故居
王汉洲故居位于河北大街83号，曾是木商王汉洲（1874年-1967年）的旧居。该建筑是一处典型的四进式四合院，为江南传统民居风格，始建于晚清。建筑纵深42米，宽12米，由大门、走廊、前厅、中厅、厢房、后楼、后厅组成。木门及大厅横梁上的浮雕木刻，花卉、人物、鸟兽图纹颇具特色。该建筑被列为建邺区文物保护单位，因而在所属地块的动迁中得以保留。

### 江汉会馆
江汉会馆又称江汉公所，位于螺丝桥大街上新河中学内，为湖北商帮建造的会馆。这是一幢砖木结构的建筑，两进两厢，占地面积500平方米，分别于1983年和2006年，被公布为建邺区文物保护单位和南京市文物保护单位。2009年，上新河中学扩建，该建筑被拆卸并重建于原建筑西侧，作为该校教学场所使用。

## 延伸阅读
- 吴传钧 《南京上新河的木市》